# Grabowno Wielkie (kolonia)
Grabowno Wielkie – kolonia w Polsce położona w północno-wschodnim krańcu województwa dolnośląskiego, w powiecie oleśnickim, w gminie Twardogóra.
W latach 1975–1998 miejscowość należała administracyjnie do województwa wrocławskiego.